# Teretrius americanus
Teretrius americanus är en skalbaggsart som beskrevs av J. E. Leconte 1860. Teretrius americanus ingår i släktet Teretrius och familjen stumpbaggar. Inga underarter finns listade i Catalogue of Life.